# Мировой рынок капиталов
Мировой рынок капитала  — сложный экономический механизм, система рыночных отношений, которая обеспечивает аккумуляцию и перераспределение финансовых ресурсов между странами и регионами.

## Движение капитала
- Вывоз предпринимательского капитала в качестве долгосрочных заграничных капитальных вложений, означающих создание дочерних предприятий, филиалов, совместных предприятий. Инвестиции в зарубежные предприятия, дающие возможность контролировать их, называются прямыми инвестициями. Создавая подобные предприятия в других странах, корпорации промышленно развитых стран успешно преодолевают таможенные барьеры, используют всё более дешёвую рабочую силу, внедряются на зарубежные рынки.
- Международный кредит (ссуда в денежной или товарной форме), который кредитор одной страны предоставляет заёмщику другой страны на условиях срочности, возвратности, уплаты процентов. В широком значении сюда включаются и зарубежные портфельные инвестиции (приобретение иностранных облигаций, акций зарубежных предприятий и др.), поскольку они преследуют цели установления контроля за экономической деятельностью заёмщика, а ставят задачу получения дохода.

Международный рынок капитала связан с национальными рынками, но в то же время обособлен. Он более подвержен действию рыночных сил, чем национальные рынки, так как последние в большей степени регулируются со стороны государства.

## Виды
- мировой рынок предпринимательского капитала — здесь для вложений капитала имеют значение не только текущие условия его приложения, но и стратегические цели, которые преследует компания, вкладывающая капитал в данную страну: завоевание новых рынков, снижение издержек производства и т. д.
- мировой рынок ссудного капитала — соединение (по разным направлениям) относительно обособленных национальных рынков ссудных капиталов как организация международного кредита. Здесь для вложений капитала в виде портфельных инвестиций (покупки пакетов акций, не обеспечивающих контроль) и ссудного капитала (особенно краткосрочных кредитов и займов) первостепенное значение имеют текущие возможности получения доходов на капитал, определяемые размерами дивидендов, процентов, а также курсом национальной валюты, уровнем налогообложения и др. Важным элементом мирового рынка ссудных капиталов стали иностранные валюты, в которых коммерческие банки осуществляют безналичные депозитно-ссудные операции за пределами стран — эмитентов этих валют. Костяк мирового рынка ссудных капиталов составляют финансовые посредники транснациональные компании (ТНК), финансовые компании, фондовые биржи и др.), связывающие кредиторов и заёмщиков из разных стран. Они централизуют громадные ресурсы, поступающие от частных фирм, страховых компаний, пенсионных фондов и др. Спрос на ссуды предъявляют ТНК, государственные органы, международные и региональные организации. Ядром мирового рынка ссудных капиталов является евровалютный рынок, основывающийся на кредитных операциях, совершаемых с национальной валютой (долларом, маркой и др.) за пределами страны её происхождения, при этом операции не подлежат контролю со стороны госорганов. На этом рынке в основе кредитной деятельности (кратко- и среднесрочные кредиты) лежат евровалютные депозиты. В валютной структуре ссудных операций на мировом рынке ссудных капиталов доминирует доллар, хотя его теснят другое валюты.

## Участники (рынка ссудных капиталов)
- Коммерческие банки — им принадлежит центральная роль не только потому, что они приводят в движение механизм международных платежей, но и в силу широты сферы их финансовой деятельности. Обязательства банков состоят в основном из депозитов с различными сроками, а активами являются преимущественно ссуды (корпорациям и государствам), депозиты в других банках (межбанковские депозиты) и облигации;
- Транснациональные банки (ТНБ) — это крупные банки, достигшие такого уровня международной концентрации и централизации капитала, который благодаря сращиванию с промышленным капиталом предполагает их реальное участие в экономическом разделе мирового рынка ссудных капиталов и кредитно-финансовых услуг;
- Транснациональные компании (ТНК) покрывают 35-40 % своих потребностей за счет внешних источников. Одной из новых форм кредитования ТНК являются параллельные займы, основанные на сочетании депозитной операции (материнская компания размещает депозит в ТНБ своей страны) и кредитной (этот ТНБ через свое отделение предоставляет кредит филиалу ТНК в другой стране);
- Международные валютно-кредитные и финансовые организации — имеют льготный доступ на мировой рынок капиталов, где они размещают свои облигационные займы.

Характер проводимых операций:
- валютные (купля-продажа, обмен инвалюты и другие денежные расчёты);
- депозитные (операции с денежными суммами или ценными бумагами, помещаемыми на хранение в банк от имени частного лица, корпорации, госоргана — клиента банка);
- кредитные (краткосрочные кредиты со сроком до одного года, они обслуживают международную торговлю сырьевыми товарами, услугами, среднесрочные — сроком от одного до 5-7 лет, они активно используются в экспортных сделках с машинами и оборудованием, долгосрочные — сроком свыше 5-7 лет, эти кредиты применяются для финансирования капиталовложений в инфраструктуру и иные долговременные проекты);
- эмиссионные (выпуск в обращение ценных бумаг, посредничество в их размещении);
- страховые (страхование рисков внешнеэкономической деятельности и др.).

Мировой рынок ссудных капиталов имеет свои финансовые центры, исторический выбор их не был случаен. Выгодное географическое положение, активное участие страны в мировой торговле, развитая банковская система, либеральное налоговое и валютное законодательство, политическая стабильность и ряд других моментов обусловили выдвижение определённых мировых финансовых центров. Первое место в мире занимает Нью-Йорк. Нью-Йоркская фондовая биржа в мире вне конкуренции (эмиссия акций и облигаций, торговля ценными бумагами). В Европе доминирует Лондон (ведущее место на планете по размаху валютных, депозитных и кредитных операций) Растёт роль Токио. Активны новые центры — Сингапур, Гонконг, Бахрейн, Панама. В этих новых финансовых центрах финансовые операции не попадают под национальное финансовое регулирование, здесь льготные валютные и налоговые режимы («налоговые убежища», где выгодно регистрируются сделки, совершаемые в разных частях мира).
Движение ссудного капитала осуществляется в виде международного кредита, а предпринимательского — путем осуществления зарубежных инвестиций.

## Тенденции
В последние десятилетия уходящего века на мировом рынке капиталов наметился ряд тенденций. К важнейшим из них относятся:
- возрастание роли международного финансового рынка;
- рост прямых инвестиций и изменение структуры инвестиций, направляемых в индустриально развитые и развивающиеся страны;
- глобализация мирового фондового рынка;
- рост вывоза прямых инвестиций из развивающихся стран.

Тенденция глобализации использования рабочей силы особенно отчётливо проявилась в последнем десятилетии, когда с развитием информационных технологий наметился вывоз в развивающиеся страны инжиниринговых, конструкторских, финансовых, страховых и других видов услуг. Так, с начала 90-х годов на Ямайке работало несколько тысяч человек, занятых резервированием авиабилетов по заказам, поступающим из США. Эти и подобные процессы глобализации рабочей силы, проявляющиеся в создании анклавов высококвалифицированного труда в развивающихся странах, способствуют росту квалификации рабочей силы за пределами индустриально развитых стран.
Вывоз профессиональных услуг происходит не только из индустриально развитых стран в развивающиеся. Он характерен для всех стран. Так, в 1990 году в американских компаниях в Западной Европе работало 2,8 миллионов человек, в Азии — 1.5, в Латинской Америке — 1,3 миллионов.
Важнейшими факторами, предопределившими развитие международной экономической интеграции, явились: научно-техническая революция, процессы интернационализации национальных экономик, углубления международного разделения труда, эволюция государственного регулирования экономики, усиление конкуренции. Основными структурообразующими факторами международной интеграции выступают вывоз и ввоз факторов производства, обмен товарами и услугами. В настоящее время интеграция связывается, прежде всего, с созданием общего для ряда стран рынка, предполагающего сближение экономической политики стран, входящих в него, и создание наднационального органа управления.

Наиболее отчетливо тенденция экономической интеграции проявилась в Западной Европе и Северной Америке.

## Дополнительное чтение
- Ольга Васильевна Хмыз. Международный рынок капитала и привлечение иностранных инвестиций в России. — Москва, 1998.
- Саркисянц А. Г. Международный рынок капиталов: современные тенденции и перспективы // Финансы и кредит. — 2006. — Вып. 22 (226). — ISSN 2071-4688.